# 天閹
天閹，亦称天宦、隱宮，意思是男子而先天性阴茎短小甚至缺失；或是非男非女的陰陽人。
元代陶宗儀《南村輟耕錄·卷二十八》「黃門：世有男子雖娶婦而終身無嗣育者，謂之天閹，世俗則命之曰黃門。」《钦定古今图书集成·医部汇考二百》：“天宦者，谓之天阉。不生前阴，即有而小缩，不挺不长，不能生子。此先天所生之不足也。”有名的患者是汉哀帝、漢舞陽侯樊市人、晉廢帝、北齊臨潼令李庶、宋朝太尉高俅，而汉哀帝与董贤之间产生断袖之癖的典故。徐凌霄與徐一士合著《凌霄一士随笔》記載，清代刑部尚书潘祖荫和帝师翁同龢同为天阉：“潘祖荫有洁癖，不与其妻同寝处。顷阅陈庆溎《归里清谈》，则潘氏乃天阉也。据云：‘尚书天阉，与翁常熟同。一门生不知，初谒时，询问老师几位世兄，尚书曰：‘汝不知我天阉乎？’’同光间潘翁齐名，号为京朝清流宗主而竟复同为天阉，斯亦奇矣。”
明代李时珍《本草纲目·卷五十二·人傀》提到：“夫乾为父，坤为母，常理也。而有五种非男不可为父，五种非女不可为母，何也？岂非男得阳气之亏，而女得阴气之塞耶？五不女，螺、纹、鼓、角、脉也。螺者，牝窍内旋有物如螺也。纹者，窍小即实女也。鼓者，无窍如鼓。角者，有物如角，古名阴挺是也。脉者，一生经水不调及崩带之类是也。五不男，天、犍、漏、怯、变也。天者，阳痿不用，古云天宦是也。犍者，阳势阉去，寺人是也。漏者，精寒不固，常自遗泻也。怯者，举而不强，或见敌不兴也。变者，体兼男女，俗名二形，《晋书》以为乱气所生，谓之人痾。其类有三，有值男即女、值女即男者，有半月阴、半月阳者，有可妻、不可夫者。此皆具体而无用者也。”